# Climacia triplehorni
Climacia triplehorni är en insektsart som beskrevs av Oliver S. Flint Jr. 1998. Climacia triplehorni ingår i släktet Climacia och familjen svampdjurssländor. Inga underarter finns listade i Catalogue of Life.